# Teton (Idaho)
Teton è una città degli Stati Uniti d'America, nella Contea di Fremont, nello Stato dell'Idaho.